# Megachile willowmorensis
Megachile willowmorensis är en biart som beskrevs av Brauns 1926. Megachile willowmorensis ingår i släktet tapetserarbin, och familjen buksamlarbin. Inga underarter finns listade i Catalogue of Life.